# Vema
Vema a.s. byla česká softwarová společnost specializující se na vývoj podnikových informačních systémů pro oblast řízení lidských zdrojů, mezd a souvisejících agend. Společnost působila v České republice a na Slovensku od roku 1990, od roku 2014 byla součástí skupiny Solitea. Společnost zanikla 1. července 2020 sloučením do nástupnické společnosti Solitea, která k 1. prosinci 2022 změnila název na Seyfor.
Systém Vema (vyvinutý společností) v roce 2008 využívalo pře 7 200 organizací v České republice a na Slovensku, je považován za jeden největších českých personálních a mzdových systém. I po zániku společnosti je systém nadále vyvíjen a propagován jako jedna ze značek v portfoliu společnosti Seyfor.

## Zaměření a produkty
Systém Vema je příkladem tzv. HR systému (ang. též HRIS - Human Resource Information System), tedy informačního systému pro řízení lidských zdrojů, který zahrnuje nástroje pro správu mezd, personalistiky a dalších souvisejících oblastí.
Personální systémy jsou často modulární, takže si uživatel může vybrat rozsah funkcionalit, které bude využívat. Systém Vema zahrnuje funkce jako zpracování mezd, docházkový systém, evidenci pracovních cest, hodnocení zaměstnanců nebo vzdělávání. Mezi doplňkové moduly patří například portál zaměstnance, mobilní výplatní lístek, plánování dovolených, evidence benefitů nebo adaptace zaměstnance. Software je dostupný jako on-premise i jako cloudové řešení.

## Historie
Počátky společnosti sahají do roku 1990, kdy byla založena firma VEMA počítače a projektování spol. s r.o. Ta v roce 2011 vstoupila do likvidace, která skončila až v roce 2018. V roce 2000 vznikla akciová společnost pod názvem Vema,a.s. V červenci 2014 se společnost stala součástí skupiny Solitea, která v roce 2022 přijala nový název Seyfor. V roce 2016 se ředitelem společnosti stal Jan Tomíšek, který ve funkci nahradil spoluzakladatele společnosti Michala Máčela. Ten na postu působil 26 let. Po začlenění do skupiny Solitea došlo v roce 2020 k zániku společnosti Vema a.s. jako samostatného právního subjektu.

## Organizační struktura
Sídlo společnosti se nacházelo v Brně. Další pobočky byly v Praze, Ostravě, Českých Budějovicích a Plzni.[zdroj?] Na Slovensku byla Vema zastoupena dceřinou společností Vema, s. r. o. (IČO 31355374), která byla založena v roce 1993 a sídlila v Bratislavě s pobočkou v Banské Bystrici.[zdroj?] Zanikla v roce 2021 sloučením se Solitea Slovensko, a.s.
Ve společnosti působilo[kdy?] zhruba 120 zaměstnanců v různých rolích, včetně interních vývojářů, konzultantů, obchodních zástupců a pracovníků zákaznické technické podpory.